# Ischnoptera escalerae
Ischnoptera escalerae es una especie de cucaracha del género Ischnoptera, familia Ectobiidae. Fue descrita científicamente por Shelford en 1909.
Habita en Guinea Ecuatorial.